# Lo Wei
Lo Wei (罗維S, Lo waiP) (Jiangsu, 12 dicembre 1918 – Hong Kong, 20 gennaio 1996) è stato un attore e regista cinese, principalmente conosciuto per Il furore della Cina colpisce ancora e Dalla Cina con furore - entrambi interpretati da Bruce Lee.

## Biografia
Lo Wei comincia la sua carriera come attore, partecipando nel 1949 al film Da liang shan en chou ji di Bu Wancang, distinguendosi come interprete in pellicole di Tu Kuang-chi, Wang Tian-lin, Yi Wen e Tao Qin.
Firma il suo primo film da regista nel 1953, regia a quattro mani perché coadiuvato da Tang Huang nella realizzazione di Diary of a Husband (1953). Sposa la sceneggiatrice e produttrice Hua Liang, che gli rimarrà accanto fino alla morte, continua il suo lavoro di regista con la pellicola al femminile Dang fu qing chi (1953). Nel corso degli anni '50 lavora con altri registi, il già nominato Bu Wancang e Hong Bo, mentre nel dieci anni successivi si confronta come regista in pellicole drammatiche, thriller, horror e i film d'azione. Non è particolarmente bravo come regista, né degno di lode a livello stilistico, ma ha la capacità di non annoiare con i suoi film e di operare come una calamita verso il pubblico cinese che fa la fila fuori dai cinema pur di vedere una sua opera. È inoltre un lavoratore instancabile: ogni anno fa uscire un film nelle sale, a volte anche due. Nella sua filmografia scorrono titoli sconosciuti al pubblico italiano ma che sono universalmente noti in patria: Tragic Melody (1960), Meng Lisi, Maid of the Jungle (1961), The Golden Arrow (1963), The Magic Lamp (1964), Crocodile River (1965) e The Golden Buddha (1966), nella seconda metà degli anni '70 cerca di fare grandi alcuni attori considerati feticci nei suoi film. Prima fra tutti, Cheng Pei-pei.
Vengono poi Nora Miao, nota per The Comet Strikes (1971), e soprattutto Jackie Chan diretto in New Fist of fury (1976), The Killer Meteors (1976), ed altre sette pellicole talvolta solo prodotte dal regista e tutte di mediocre successo a Hong Kong ed inedite in Italia. Chan troverà la fama solo dopo aver lasciato il regista.
Lo Wei non perse mai la passione per la recitazione e per il gioco d'azzardo, apparve anche in coproduzioni occidentali come Un killer di nome Shatter, pellicola di Michael Carreras con Peter Cushing, ed in numerosi film hongkonghesi sia propri che diretti da altri.
Lo Wei è celebre specialmente per film di arti marziali che Hong Kong  ha esportato negli anni '70, portando alla ribalta Bruce Lee. Lo Wei lo dirige infatti in  Il furore della Cina colpisce ancora (1971), che inizialmente fu diretto dall'attore Wu Chia Hsiang poi sostituito da Wei dopo pochi giorni, seguito dal ben più mitico Dalla Cina con furore (1972). Il carisma di Lee fa di queste pellicole enormi successi che impongono Lo Wei come "il primo regista da un milione di dollari", come lui stesso si vanterà con la stampa locale riferendosi all'incasso di Hong Kong del suo primo film con Lee (in dollari USA). Jackie Chan ne criticherà i metodi narrando delle minacce ricevute da uomini della mafia cinese all'indomani della rottura contrattuale con Wei. Del resto il regista era già stato abbandonato anche da Lee a seguito di feroci liti ampiamente pubblicizzate dai media di Hong Kong, a causa dei metodi di lavoro approssimativi del regista, noto per strappare via le pagine dei copioni che riteneva troppo dialogate, per sostituirle con combattimenti.
Largamente apprezzato negli Stati Uniti d'America (Quentin Tarantino è uno dei suoi più grandi estimatori) dirigerà Chuck Norris in Massacro a San Francisco (1974).
Lo morì per insufficienza cardiaca il 20 gennaio 1996. Al suo capezzale c'era solo la sua seconda moglie, la comunità del cinema di Hong Kong lo aveva dimenticato già da tempo. Più tardi gli dedicarono una mattonella sul Walk of Fame della baia di Hong Kong, vicino al monumento eretto a Bruce Lee.

## Filmografia

### Regista
- A Woman of Throbbing Passions (1953)
- Diary of a Husband (1953)
- Mr. Handsome (1953)
- Blood-Stained Flowers (1954)
- A Wrong Move (1954)
- River of Romance (1957)
- The Golden Phoenix (1958)
- Jade-Green Lake (1958)
- How to Marry a Millionaire (1958)
- The Sweet Wild Flower (1959)
- Black Butterfly (1960)
- The Tender Trap of Espionage (1960)
- Tragic Melody (1960)
- Honeymoon Affair (1960)
- Song Without Words (1961)
- Meng Lisi, Maid of the Jungle (1961)
- The Golden Arrow (1963)
- An Affair to Remember (1964)
- The Better Halves (1964)
- The Magic Lamp (1964)
- Call of the Sea (1965)
- Crocodile River (1965)
- The Golden Buddha (1966)
- Summons to Death (1967)
- Madame Slender Plum (1967)
- Angel with the Iron Fists (1967)
- Death Valley (1968)
- The Angel Strikes Again (1968)
- Black Butterfly (1968)
- Forever and Ever (1968)
- Red Line 7000 (1969)
- The Golden Sword (1969)
- Raw Courage (1969)
- Dragon Swamp (1969)
- Brothers Five (1970)
- The Invincible Eight (1971)
- The Shadow Whip (1971)
- Il furore della Cina colpisce ancora (1971)
- Vengeance of a Snowgirl (1971)
- The Comet Strikes (1971)
- Dalla Cina con furore (1972)
- The Hurricane (1972)
- None But the Brave (1973)
- The Tattooed Dragon (1973)
- Seaman No. 7 (1973)
- Back Alley Princess (1973)
- A Man Called Tiger (1973)
- Massacro a San Francisco (1974)
- Naughty! Naughty! (1974)
- Chinatown Capers (1974)
- Shantung Man in Hong Kong (1975)
- The Girl with the Dexterous Touch (1975)
- The Bedevilled (1975)
- Shaolin Wooden Men (1976)
- The Killer Meteors (1976)
- Il ritorno di palma d'acciaio (1976)
- The Kung Fu Kid (1977)
- To Kill With Intrigue (1977)
- Spiritual Kung-Fu (1979)
- Magnificent Bodyguards (1978)
- Immortal Warriors (1979)
- Dragon Fist (1979)